# ProRealTime
ProRealTime es plataforma de gráficas bursátiles para análisis técnico. Fue lanzado el 3 de diciembre de 2001 por IT-Finance en Francia En España, Bankinter, Self Bank e IG España lo utilizan, así como numerosos autores de análisis técnico para ilustrar sus métodos de trading y de análisis de los mercados financieros.

## Funcionalidades
El programa ProRealTime dispone de más de 100 indicadores de análisis técnicos predefinidos y permite también la creación de indicadores personales gracias a un lenguaje de programación propio integrado llamado ProBuilder. Los principales módulos avanzados del programa son:
- ProBacktest: este módulo permite crear sistemas de trading y simular su comportamiento en el histórico de datos pasados (Backtesting)
- ProScreener: este módulo permite escanear mercados financieros completos en tiempo real
- ProRealTrend: este módulo traza automáticamente líneas de tendencia horizontales y oblicuas para resaltar los soportes y las resistencias
- ProOrder: este módulo permite ejecutar en tiempo real los sistema de trading ProBacktest (Trading algorítmico) gracias a una tecnología de ejecución de órdenes del lado del servidor

### Lenguaje de programación
El programa ProRealTime incluye un lenguaje de programación llamado ProBuilder, derivado del lenguaje BASIC, que permite realizar sus propios indicadores, estrategias y escáneres de mercado.
Se utiliza en los módulos ProBacktest, ProScreener y ProOrder del programa ProRealTime.

## Archivos ITF
Los archivos ITF son ficheros de formato cerrado, cuya extensión es .itf en referencia a la empresa IT- Finance, editora del programa ProRealTime.
Los códigos de los programas realizados con el programa ProRealTime pueden intercambiarse y compartirse entre usuarios gracias a estos ficheros a partir de la versión 10.1 del programa.

### Contenido
El archivo ITF puede contener uno de los tres tipos de código siguientes:
- ProBuilder para programar un indicador de análisis técnico;
- ProBacktest para programar una estrategia de Backtesting;
- ProScreener para programar un escáner de mercados financieros.

Un archivo ITF puede contener los integrantes necesarios para el correcto funcionamiento de un código en concreto: por ejemplo, varios indicadores llamados por una estrategia.

### Protecciones
Según la elección del usuario, el código incluido dentro de un fichero ITF puede ser:
- visible para que pueda ser consultado libremente y modificable tras la importación en el programa
- oculto con el fin de permitir solo su ejecución
- oculto y de importación única: el fichero puede importarse una sola vez

## Histórico de las versiones del programa
- ProRealTime 7.11 (22 de julio de 2008)
- ProRealTime 8.02 (27 de octubre de 2009)
- ProRealTime 8.03 (11 de mayo de 2010)
- ProRealTime 9.1 (15 de febrero de 2011)
- ProRealTime 9.2 (14 de septiembre de 2011)
- ProRealTime 10.1 (11 de marzo de 2013)[11]
- ProRealTime 10.2 (16 de septiembre de 2014)[12]
- ProRealTime 10.3 (27 de octubre de 2016)[13]
- ProRealTime 11.1 (2 de octubre de 2019)[1]